# Воздушно-десантная операция в Нормандии
Американская парашютно-десантная высадка в Нормандии стала первой боевой операцией США в ходе операции «Оверлорд» (вторжения в Нормандию сил антигитлеровской коалиции во время Второй мировой войны) «дня Д» 6 июня 1944 года. Около 13.100 парашютистов из американских 82-й и 101-й воздушно-десантных дивизий высадились в ночь на 6 июня. В ходе дня также высадились 3.937 солдат на планерах. В качестве начала операции «Нептун» (штурмовая часть операции Оверлорд) американские парашютные дивизии высадились на континент, выполняя две парашютные и шесть планёрных миссий.
Эти две дивизии входили в состав Седьмого корпуса американской армии и должны были обеспечить поддержку корпуса при захвате Шербура как можно скорее, чтобы союзники могли использовать его как порт для снабжения. Их конкретная задача заключалась в том, чтобы блокировать подходы в районе амфибийной высадки в секторе Юта-бич, захватить выходы с пляжей через дамбы и создать переправы через реку Дув у Карентана, чтобы помочь 7-му корпусу в слиянии двух американских плацдармов.
Задача блокирования подходов к сектору Юта-бич не была выполнена в течение трёх дней. Множество факторов сыграло свою роль, основная проблема заключалась в чрезмерном рассеянии десантников. Несмотря на это, германские войска не смогли воспользоваться хаосом, возникшим при высадке, в свою пользу. Большинство германских частей упорно обороняли свои укреплённые пункты, но в течение недели они были разбиты и все пункты были захвачены.

## Подготовка

### Планирование
В течение 1943 года планы высадки во Франции прошли через несколько предварительных обсуждений, в ходе которых объединённый комитет начальников штабов США и Великобритании выделил 13,5 американских транспортных групп для перебрасывания пока ещё не установленного по численности воздушного десанта. Фактический масштаб, цели и детали плана не были определены, пока в январе 1944 года генерал Дуайт Эйзенхауэр не занял пост верховного главнокомандующего силами союзников. В середине февраля Эйзенхауэр получил сообщение от штаба ВВС США, что к 1 апреля списки организации и оборудования для групп самолётов C-47 должны быть расширены с 52 до 64 самолётов (плюс девять запасных), чтобы соответствовать требованиям, предъявляемым к ним. В то же время командующий первой американской воздушной армией генерал-лейтенант Омар Брэдли добился одобрения плана высадки двух воздушно-десантных дивизий на полуострове Котантен. Одна дивизия должна была захватить дамбы на пляже и заблокировать восточную половину полуострова для прибывающих германских подкреплений, другая должна была блокировать западный коридор у ля Э-дю-Пуи в ходе второй волны высадки. Ввиду рискованного характера миссия в ля Э-дю-Пуи была поручена закалённой в боях 82-й воздушно-десантной дивизии. Миссия по захвату дамб была поручена непроверенной в боях 101-й дивизии, которая в марте получила нового командира (её возглавил генерал-майор Максуэлл Д. Тейлор, бывший командир артиллерии 82-й парашютной дивизии, временно занимал посте заместителя командира дивизии, заменив генерала Уильяма Ли, испытавшего сердечный приступ и вернувшегося в США).
Брэдли настаивал, чтобы 75 % воздушного десанта высадилось на планерах для большей концентрации высадки. Командир 82-й дивизии генерал-майор Мэтью Б. Риджуэй также хотел доставить свою войсковую артиллерию на планерах, поскольку предполагалось, что у его сил не будет артиллерийской поддержки орудий корпуса и флота. Использование планеров входило в планы до 18 апреля, однако тесты, проводимые в реальных условиях, показали чрезмерное число крушений и разрушений многих планеров. 28 апреля в план были внесены изменения, все штурмовые силы воздушного десанта должны были высадиться ночью одной волной на парашютах, подкрепления в ходе дня должны были прибывать на планерах.
Немцы ранее не заботились об укреплении Нормандии, но потом начали строить оборонительные сооружения и препятствия для воздушного десанта на полуострове Котантен, особенное внимание было уделено предполагаемой зоне высадки 82-й парашютной дивизии. Сначала планы не были изменены, но, после того как в середине мая значительные германские силы выдвинулись в район Котантена, зоны высадки 82-й парашютной дивизии были перенесены, хотя для них и были разработаны детальные планы и проводилось обучение.
Компромисс был достигнут только за десять дней до дня Д. Ввиду усилившегося присутствия германских сил командование первой армии потребовало, чтобы 82-я дивизия высадилась ближе к 101-й для обеспечения взаимной поддержки в случае необходимости. Командование 7-го корпуса, наоборот, выступало за высадку к западу от реки Мердере для захвата моста. 27 мая зоны высадки были перенесены на 16 км восточнее от ля Э-дю-Пуи вдоль берегов Мердере. 501-й парашютный полк 82-й воздушно-десантной дивизии, первоначально имевший задачу захвата Сент-Мер-Эглиз, был перенаправлен для защиты фланга на полуострове Котантен, задача по захвату Сен-Мер-Эглиз была возложена на 505-й парашютный полк 82-й дивизии.
Для транспортных средств, учитывая опыт вторжения на Сицилию, был разработан маршрут, избегающий союзные военно-морские силы и немецкую ПВО вдоль восточного побережья Котантена. 12 апреля маршрут был одобрен, исходным пунктом был выбран Портланд Билл. Самолёты должны были лететь на юго-запад, придерживаясь небольшой высоты, затем повернуть под прямым углом и попасть на западный берег «через заднюю дверь». 82-я дивизия отправлялась к ля Э-дю-Пуи, а 101-я к Юте-бич, проделав небольшой поворот налево. План предусматривал поворот направо после выброски десанта и возвращение по обратному маршруту.
Перенос зон высадки 27 мая и рост численности немецкой обороны увеличил риск для самолётов от наземного огня, маршруты были изменены так, чтобы 101-я дивизия пролетела вдоль реки Дув (которая могла послужить ориентиром ночью для неопытных пилотов-планеров). Маршруты выхода из зон высадки были изменены и прошли над Юта-бич, затем на север через «коридор безопасности» 16 км шириной, затем на северо-запад над Шербуром. 31 мая были изменены маршруты планеров, чтобы их полёт над полуостровом не проходил при свете дня.

### Приготовления
9-е командование перевозки войск (TCC) было создано в октябре 1943, чтобы осуществить переброску сил воздушного десанта в ходе вторжения в Нормандию. Бригадный генерал Пол Т. Уильямс, возглавлявший операции по переброске на Сицилии и в Италии, принял командование в феврале 1944 года. Командование TCC (и штабные офицеры) состояло из боевых ветеранов, несколько офицеров на ключевых постах обладали опытом.
Группы, находящиеся в подчинении у 9-го командования, имели различный опыт. Четыре получили значительный боевой опыт в составе 12-й воздушной армии. Другие четыре группы не обладали боевым опытом, но больше года тренировались совместно в США. Ещё четыре группы были созданы менее девяти месяцев назад и прибыли в Великобританию спустя месяц после начала тренировок. Остальные группы были недавно сформированы и имели опыт только в качестве транспортных групп.
Совместные учения десантников с акцентом на ночную высадку начались в марте. 52-е крыло перевозки войск (ветеран войны), приданое 82-й воздушно-десантной дивизии, быстро прогрессировало и к концу апреля выполнило несколько успешных десантирований. 53-е крыло перевозки войск, работавшее с 101-й воздушно-десантной дивизией, тоже прогрессировало удовлетворительно (хотя одна учебная миссия 4 апреля закончилась значительным рассеянием парашютистов), но две её группы сконцентрировались на планёрных миссиях. К концу апреля была приостановлена общая тренировка двух воздушно-десантных дивизий, так как Тейлор и Риджуэй посчитали, что их подразделения достаточно попрыгали. 50-е крыло перевозки войск не начинало тренировки до 3 апреля и прогрессировало медленнее, чему в дальнейшем препятствовало окончание учебных десантирований войск.
На 7 мая был запланирован ночной учебный прыжок 101-й воздушно-десантной дивизии. Учение «Орёл» было передвинуто на 11-12 мая и стало генеральной репетицией для обеих дивизий. 52-е крыло перевозки войск, которое перевозило только по двое парашютистов в каждом C-47, выполнило учение удовлетворительно, хотя два ведущих самолёта 316-й группы перевозки столкнулись на средней высоте, погибло 14 человек, включая командира группы, полковника Бартона Р. Флита. 53-е прошло учение «равномерно успешно», согласно показателям десантирования. Менее тренированное 50-е крыло перевозки войск заблудилось в тумане, его самолёты наведения не смогли найти свои навигационные маяки. Крыло продолжило тренироваться, пока к концу месяца самолёты наведения не смогли навести самолёты «с парашютистами» на зоны высадки. 315-е и 416-е крылья, которые никогда не выполняли десантирование войск до мая и которых командование назвало «хлипкими сёстрами», продолжали тренироваться (главным образом, в ночное время), выполняя воображаемые десантирования, пока их не сочли полностью подготовленными. Всё же проверяющие вынесли свои оценки, не учитывая, что большинство успешных миссий было выполнено в ясную погоду.
К концу мая 1944 года 9-е командование перевозки войск располагало 1207-ю транспортными самолётами, что превышало требуемую численность на одну треть, таким образом был обеспечен мощный резерв. Три четверти планеров, предназначенных для дня Д, были построены менее года назад, и все были в превосходном состоянии. В ходе учений были выявлены проблемы с моторами, что привело к большому числу отменённых вылетов, всё было заменено для устранения проблемы. Все материалы, затребованные 9-м командованием, включая бронированную обшивку, были получены, за исключением самозатягивающихся топливных баков, главнокомандующий воздушными силами армии генерал Генри Арнольд лично наложил на них вето ввиду ограниченного снабжения.
Экипажей с избытком хватало для самолётов, однако 40 % экипажей прибыло лишь недавно или пришли на замену в индивидуальном порядке и не присутствовали на большинстве ночных тренировок. В результате 20 % из 924 экипажей, выполнявших парашютные миссии в день Д, прошло лишь минимум ночных тренировок. Полных три четверти всех экипажей никогда не были под вражеским огнём. Из 2100 планеров Waco CG-4, посланных в Англию после учений, в строю осталось 1118, среди них были 301 планера Airspeed Horsa, прибывших из Британии. Для планеров был готов 951 достаточно тренированный экипаж, по крайней мере, пять групп перевозки войск были интенсивно подготовлены для планёрных миссий.
Для того чтобы облегчить распознавание самолётов и планеров (в условиях полного радиомолчания и чтобы тысячи самолётов союзников, совершающих полёты в день Д, согласно данным исследования, не поломали существующую систему), было решено нанести на них чёрно-белые полосы. 17 мая это решение было утверждено главным маршалом авиации сэром Траффордом Ли-Мэллори.
На каждый самолёт были нанесены три белые и две чёрные полосы 60 см ширины вокруг фюзеляжа (за дверями) и вокруг крыльев. 1 июня несколько самолётов совершили пробный вылет, но для обеспечения секретности приказ о нанесении полос вышел только после 3 июня.

### Противостоящие силы
- 7-й армейский корпус США
  - 82-я воздушно-десантная дивизия
  - 101-я воздушно-десантная дивизия

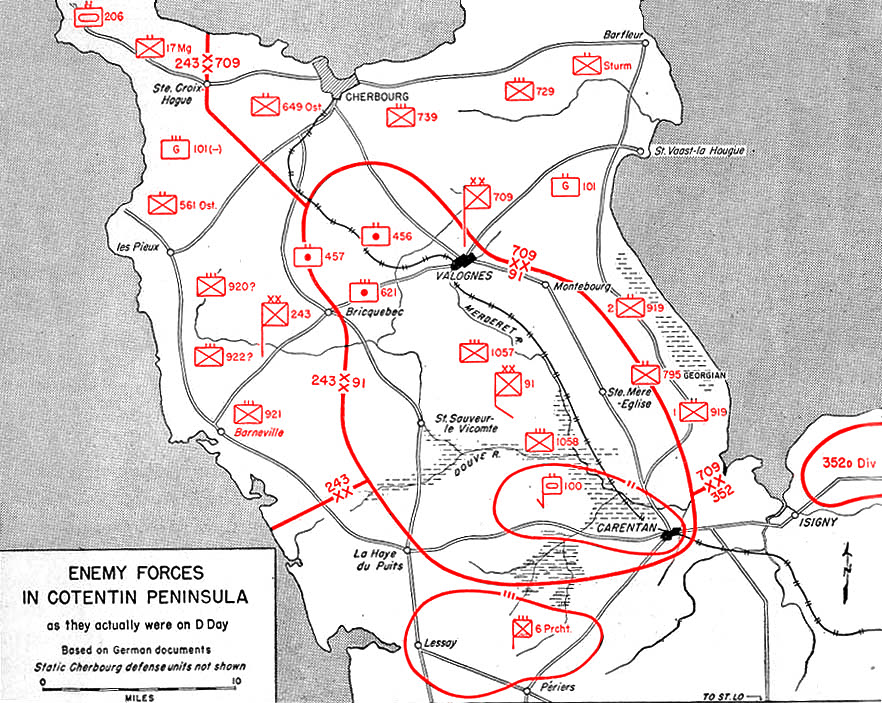
Развёртывание немецких сил 6-го июня 1944 год

- 9-е командование перевозки войск[англ.]
  - 50-е крыло перевозки войск
  - 52-е крыло перевозки войск
  - 53-е крыло перевозки войск
- 7-я немецкая армия
  - 91-я авиаполевая дивизия
  - 243-я пехотная дивизия
  - 709-я пехотная дивизия
  - 6-й парашютный полк

## Авианаводчики десанта
300 бойцов из рот авианаводчиков были организованы в команды по 14—18 парашютистов в каждой, их главной задачей было установить приводные радиомаяки Eureka и световые сигналы. Приёмопередатчик Rebecca на борту транспортного самолёта определял пеленг и примерное расстояние до радиомаяка Eureka. Парашютисты тренировались в школе два месяца вместе с экипажами транспортных самолётов. Хотя на каждом самолёте С-47 9-го командование перевозки войск был установлен запросчик, чтобы предотвратить глушение системы сотнями сигналов, только ведущие самолёты имели разрешение использовать их вблизи зон высадки. Несмотря на то, что начальное использование системы Eureka-Rebecca сопровождалось множеством неудач, она была использована с высокой точностью при высадке в Италии при ночной заброске 82-й воздушно-десантной дивизии для подкрепления пятой армии в Салерно. Недостаток системы состоял в том, что в пределах 3,2 км от наземного передатчика сигналы сливались в единое изображение на экране радара, таким образом терялись расстояние и пеленг. Система была разработана с целью наводить большие группы самолётов в пределах нескольких миль от зоны высадки, где световые маяки или другие видимые знаки помогали завершить выброску десанта. Каждая зона высадки (DZ) закреплялась за группой из трёх самолётов С-47, которые должны были её засечь и выбросить команду авианаводчиков. Группы в каждой волне прибывали через шестиминутные интервалы. Группы авианаводчиков были собраны в две волны вместе с передовыми частями 101-й воздушно-десантной дивизии, которые прибывали за полчаса до первого намеченного прыжка. Это были первые американские и, возможно, первые части Союзников, осуществлявшие вторжение. Три группы авианаводчиков 82-й воздушно-десантной дивизии должны были начать высаживаться после высадки последней волны парашютистов 101-й воздушно-десантной дивизии, за тридцать минут до начала первых высадок 82-й воздушно-десантной дивизии.

### Результаты дня Д

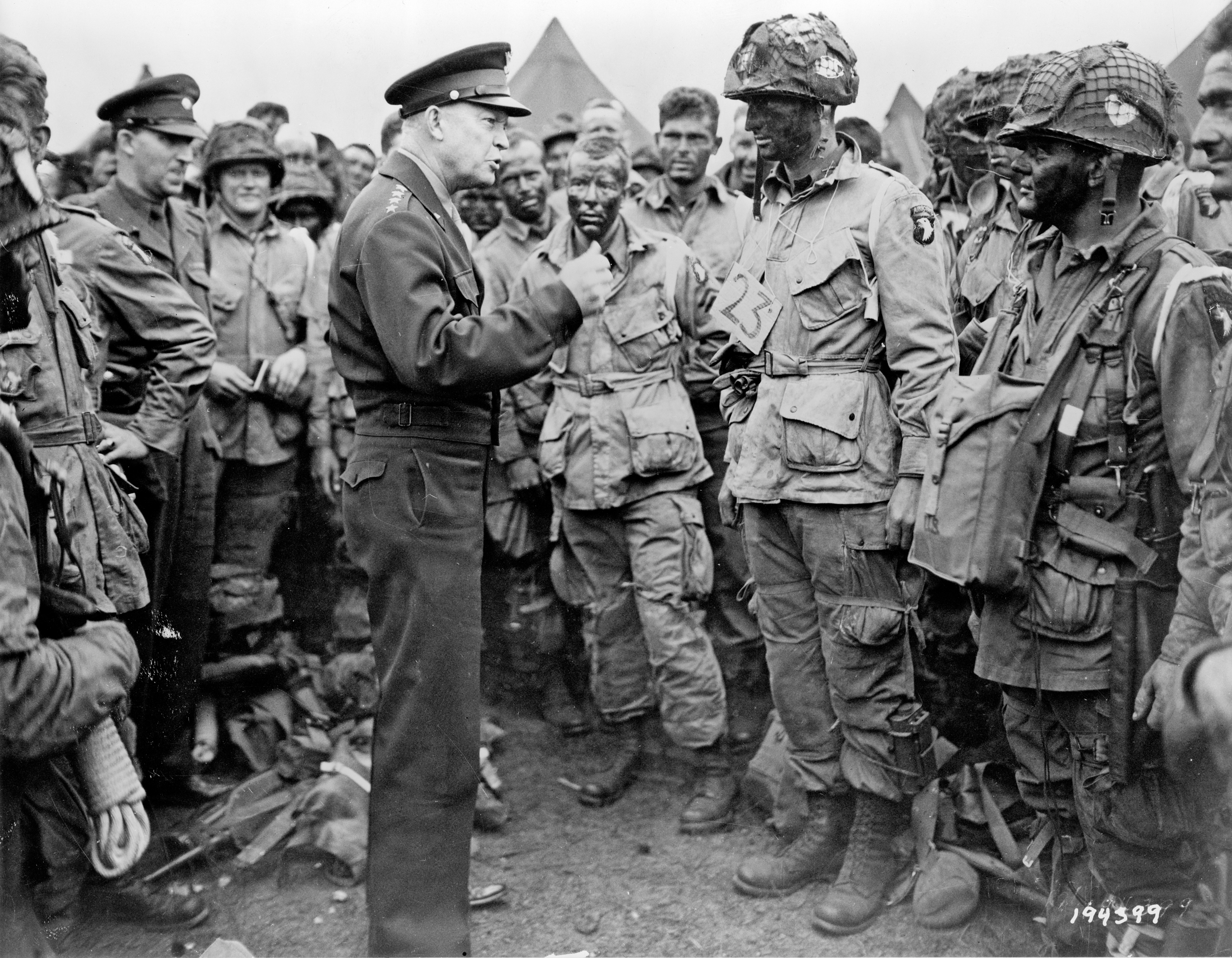
Генерал Эйзенхауэр разговаривает с первым лейтенантом Штробелем и ротой Е, 2-го батальона, 502-го парашютно-пехотного полка, 5 июня 1944 года. Батальон Штробеля первым высадился в Нормандии.

Действия первой волны команд авианаводчиков по обозначению зон высадок оказались в ряде случаев неэффективными. Первая группа, приписанная к зоне высадки DZ A, пропустила свою зону и остановилась в миле от места назначения, у Сен-Жермен-де-Варевиль. Также команда не смогла установить ни радиомаяк Eureka, ни световые огни; высадка началась без этого. Хотя самолёт второй группы авианаводчиков совершил вынужденную посадку на море, две команды выбросились вблизи зоны высадки DZ A, но большинство их световых маяков были потеряны в приводнившемся самолёте. Они попытались установить радиомаяк Eureka прямо перед прибытием штурмовых сил, но были вынуждены использовать световую сигнализацию, которую некоторые пилоты не увидели. Самолёты, приписанные к зоне высадки DZ D, вдоль реки Дув, не смогли разглядеть свой пункт назначения и пролетели над зоной. Повернув обратно по незнакомому направлению, они совершили выброску авианаводчиков на 10 минут позже и в 1,6 км от цели. Зона высадки была выбрана после смены миссии для 501-го парашютного полка в области, которую немцы определили как наиболее вероятную для высадки. Поэтому там находилось множество гитлеровцев, и авианаводчики не рискнули подать световые сигналы, а положились только на радиомаяк Эврика, сигналы которого плохо распознавались на близкой дистанции.
Авианаводчики 82-й воздушно-десантной дивизии показали схожие результаты. Самолёты первой группы авианаводчиков, приписанных к зоне высадки DZ O, у Сен-Мер-Эглиз, улетели слишком далеко на север, но исправили свою ошибку и выбросили авианаводчиков вблизи их зоны высадки. Группа смогла наиболее эффективно использовать маяки Эврика и световые огни по сравнению с любой другой командой. Самолёты, приписанные к зоне высадки DZ N, к югу от Сен-Мер-Эглиз, точно выполнили миссию и визуально идентифицировали зону, но всё же выбросили команды в 1,6 км к юго-востоку. Группа приземлилась на территории контролируемой немецкой 91-й дивизией и не смогла достичь зоны высадки. Группы, приписанные к зоне высадки DZ, к северо-западу от Сен-Мер-Эглиз, были единственными, кто высадился точно, им удалось развернуть радиомаяки Эврика и BUPS, но они не смогли обозначить зону высадки световыми сигналами ввиду близости немецких войск. В целом четыре из шести зон высадки не были обозначены световыми огнями.
Каждая группа авианаводчиков, приписанные к зонам высадки С (101-я парашютная дивизия) и N (82-я парашютная дивизия), несла с собой по два радиомаяка BUPS. Группы в зоне высадки DZ N должны были навести парашютные подкрепления в конце дня D, две группы в зоне высадки DZ С должны были обеспечить центральную точку ориентации для всех радаров SCR-717, чтобы обеспечить пеленг. Однако группы понесли потери и при высадке не смогли предоставить помощь.

## Боевое десантирование

### Контуры миссий

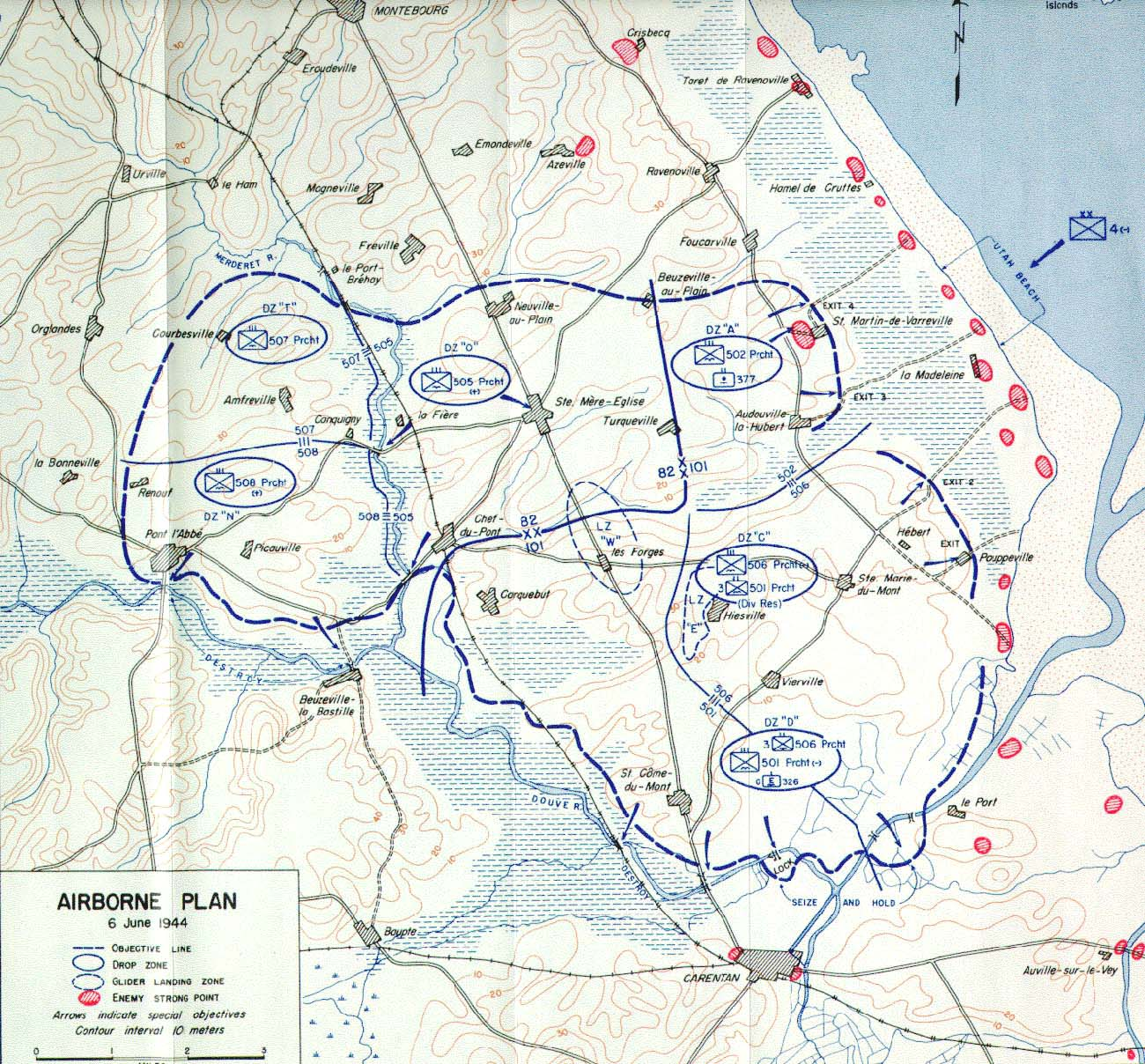
Запланированные зоны высадки десанта на полуострове Котантен

За штурмовыми волнами (в составе одной транспортной перевозке) закреплялись две миссии «Олбани» и «Бостон», для выполнения этих миссий в каждой зоне высадки высаживались по три полка. Зоны высадки 101-й парашютной дивизии находились к востоку и к югу от Сен-Мер-Эглиз и были обозначены от севера к югу литерами A, C и D (В зоне высадки В должен был высадиться 501-й парашютный полк, но 7 мая были внесены изменения). Зоны высадки 82-й парашютной дивизии были на западе (Т и О, от запада к востоку) и на юго-западе (зона высадки Т).
Каждый парашютный полк состоял из 1800 бойцов, собранных в три батальона, доставляемых тремя или четырьмя авиагруппами из 36, 45 или 54 самолётов C-47, каждую группу разделял конкретный временной интервал. Самолёты, собранные последовательно по группам, обозначались меловыми литерами (чтобы помочь парашютистам погрузиться в требуемый самолёт) и при осуществлении полётов были сбиты в группы по девять самолётов, которые должны были лететь в V-образной формации (V-образные подгруппы из 3-х самолётов были собраны в большую букву V, состоящую из трёх подгрупп). Группы должны были пролетать над зонами высадки через шестиминутные интервалы. Парашютисты при перевозке разбились на группы (по 15-18 человек на один самолёт).
Для достижения внезапности самолёты должны были подлететь к Нормандии на малой высоте с запада. Вылеты групп начались в 22:30 5 июня, группы самолётов полетели на юг к отправной точке под кодом «Flatbush». Затем они спустились на более низкую высоту (в 150 м невидимой для немецких радаров) и полетели на юго-запад над проливом Ла-Манш. Группы летели в 300 м позади друг друга. Самолёты встретили ветер, из-за чего прибыли на пять минут позже означенного времени, но это не помешало одновременности вторжения и незначительно подействовало на временные таблицы. Когда самолёты полетели над водой, световые огни были притушены до минимума (кроме огней, обозначающих группы).
Через 24 минуты, пролетев 92 км над проливом Ла-Манш, самолёты достигли неподвижно стоявшего судна (точка «Хобокен»), на борту которого был установлен маяк Эврика. Самолёты совершили крутой поворот на юго-запад и пролетели между Нормандскими островами Гернси и Олдерни. Погода над проливом была ясная, все группы точно проследовали по маршруту и сбились в плотные формации, когда достигли своих исходных точек на полуострове Котантен, оттуда они повернули к зонам высадки. Исходная точка для 101-й парашютной дивизии у Портбела под кодовым названием «Muleshoe» находилась приблизительно в 16 км к югу от точки 82-й парашютной дивизии «Пеория» у Фламанвиля.

### Рассеяние десантников
Несмотря на точный курс, который выдерживали самолёты над проливом, выброска десанта над полуостровом Котантен была проведена не столь аккуратно, одновременно или в быстрой последовательности проявились несколько непредвиденных факторов:
- Конфигурация самолётов С-47, их значительная перегрузка, использование парашютных ранцев вызывавших сильное сопротивление воздуха и смещение центров тяжести;
- Недостаток штурманов (на 60 % самолётов навигация выполнялась самими пилотами, когда строй самолётов нарушался);
- Радиомолчание не дало возможности предупреждать о наступлении неблагоприятной погоды;
- Сплошная облачность на высоте проникновения (460 м), застилающая всю западную половину полуострова (35 км ширины), к восточной половине облачность уменьшалась;
- Непроницаемый туман над большим числом зон высадки;
- Немецкий зенитный огонь;
- Недостаток переносных радарных систем Ребекка/Эврика для наведения групп в предназначенные зоны высадки;
- Аварийное использование систем Ребекка многими потерявшимися самолётами;
- Недостаточное обозначение зон высадки или вообще отсутствие обозначения;
- Выброски с более высокой или низкой высоты, в отличие от предназначенной (210 м) высоты выброски, или превышение требуемой скорости полёта (180 км/ч), при которой производилась высадка;
- Пролёты по второму и третьему разу над областями в поисках зон высадок.

Из 20 групп, участвовавших в двух миссиях, девять угодили в облака и сильно рассеялись. Из шести групп, которые произвели успешную концентрированную высадку, ни одна не пролетала через облака. Главным фактором, ограничившим успешное использование парашютного десанта и усилившим вышеперечисленные факторы, стало решение произвести массированную парашютную высадку ночью, эта концепция более не использовалась в последующих полномасштабных воздушно-десантных операциях. Позднее это было проиллюстрировано теми же группами перевозки войск, совершивших точный и успешный второй вылет в течение дня под сильным огнём.

### Первая волна. Миссия «Олбани»

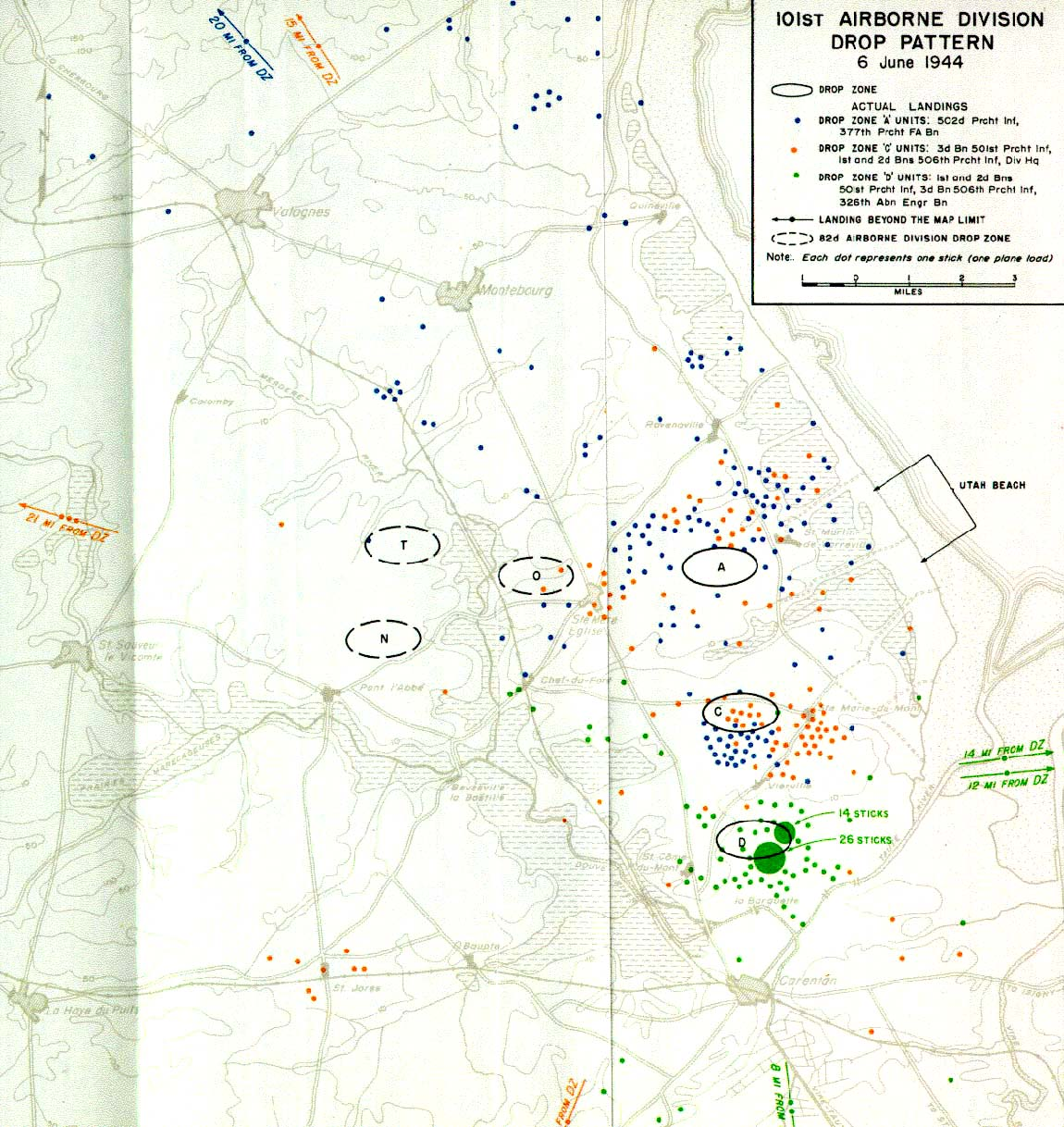
Высадка 101-й парашютной дивизии в день D, 6 июня 1944

Первыми (между 00:48 и 01:40 6 июня по британскому летнему времени) высадились парашютисты 101-й воздушно-десантной дивизии «Кричащие орлы», 6928 бойцов на 432 самолётах С-47, выполнявших миссию «Олбани», были собраны в 10 групп. Первые вылеты (в зону высадки DZ A) не встретили плохую погоду, но из-за ошибок навигации и недостатка систем «Эврика» 2-й батальон 502-го парашютного полка высадился не в зоне высадки. Большинство оставшихся бойцов 502-го полка неорганизованно высадились возле импровизированных зон высадки, обозначенных наводчиками вдоль пляжа. Два командира батальона взяли командование над небольшими группами и выполнили все свои миссии дня Д. Артиллерия парашютного полка совершила один из худших выбросов в ходе операции, потеряла все свои гаубицы (кроме одной) и большую часть войск.
Три группы перевозчиков войск 506-го полка сильно рассеялись в облаках, затем нарвались на интенсивный зенитный огонь. Тем не менее, две трети 1-го батальона точно приземлились в зоне высадки DZ C. Большая часть 2-го батальона высадилась слишком далеко на запад, к полудню пробились к дамбе Уденвиль, но к тому времени части 4-й дивизии сами обезопасили этот выход. 3-й батальон 501-го парашютного полка, который также должен был высадиться в зоне высадки DZ C, рассеялся ещё значительнее, но выполнил миссию по захвату выходов. Небольшая часть в 6:00 достигла Пупевиля и вступила в 6-часовой бой, чтобы его обезопасить, незадолго до того, как туда прибыли части 4-й дивизии, чтобы установить связь.
Группа перевозчиков, доставлявших 501-й полк, также встретила сильный зенитный огонь, но всё же выполнила точную выброску в зоне высадки D, часть которой уже прикрывалась огнём немцев (предварительно зарегистрированным), что привело к тяжёлым потерям среди десантников до того, как они смогли отцепить свои парашюты. Два из трёх батальонных командиров и один из их старших помощников были убиты. К 4:00 группа из 150 парашютистов захватила главную цель — плотину ля Баркет. Офицер штаба сплотил взвод парашютистов и к 04:30 выполнил другую цель миссии по захвату двух пешеходных мостов у ля Порт. 2-й батальон высадился почти без потерь в зоне высадке D и вступил в битву, продолжавшуюся целый день, но ему не удалось выполнить свою цель по захвату Сен-Ком-дю-Мон и разрушить автомобильные мосты над рекой Дув.
Планёрные батальоны 101-й воздушно-десантной дивизии в составе 327-го планёрного пехотного полка высадились у моря и вместе с 4-й пехотной дивизией прошли через сектор Юта-бич. В день Д 1-й батальон 401-го планёрного полка приземлился сразу после полуночи и разбил лагерь близ пляжа. К вечеру 7 июня два батальона собрались у Сен-Мари-дю-Мон.

### Вторая волна. Миссия «Бостон»

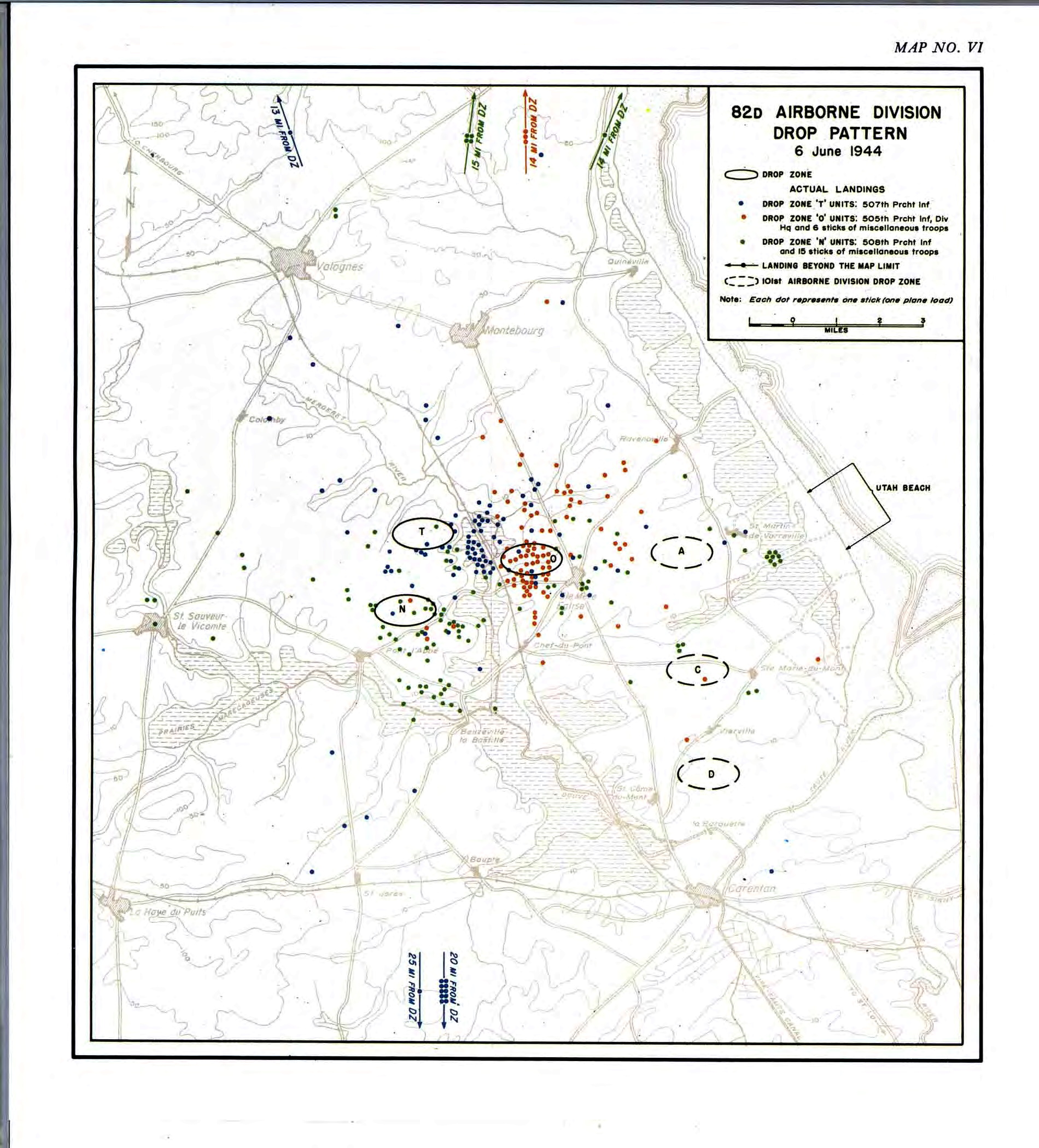
Высадка 82-й парашютной дивизии в день D, 6 июня 1944

Миссия «Бостон» 82-й воздушно-десантной дивизии началась в 01:51. 6240 парашютистов на борту 369 самолётов С-47, совершивших вылет десятью группами, собранными в три волны. Самолёты, перевозившие 505-й парашютный полк, не встретили трудности, досаждавшие высадке 101-й воздушно-десантной дивизии. Наводчики, приписанные к зоне высадки DZ O, установили свои маяки «Эврика», как только первые группы 82-й дивизии оказались в назначенной точке и установили световые маяки во всех областях высадки трёх батальонов. В результате 505-й полк выполнил наиболее точную высадку в день Д, половина полка приземлилась в пределах или в самих своих зонах высадок, 75 % полка приземлились в пределах 3,2 км.
Остальные полки более рассеялись. 508-й полк совершил худшую высадку из всех, только 25 % приземлились в миле от зоны высадки. Половина полка высадилась к востоку от Мердере, что оказалось бесполезным для выполнения первоначальной миссии. Наводчики 507-го полка высадились в зоне DZ T, но не смогли включить световые маяки ввиду близости немцев. Около половины полка высадилось в травяное болото вдоль реки. По различным оценкам (от «небольших» до «больших»), несколько десантников утонули (всего дивизия в ходе дня Д потеряла 156 убитыми в бою), но большая часть оборудования была потеряна, войска собирались с большими трудностями.
Благодаря своевременному сбору десантники 505-го полка смогли выполнить свои миссии в предусмотренный срок. Французы провели бойцов 3-го батальона в Сен-Мер-Эглиз, и к 04:30 они захватили город, встретив «незначительное сопротивление» немецких артиллеристов. Взвод 2-го батальона заблокировал подходы с севера к Сен-Мер-Эглиз, остальная часть пришла на помощь 3-му батальону, который в середине утра был атакован немцами. 1-му батальону не удалось выполнить цель по захвату мостов через Мердере у ля Фьер и Шеф-дю-Пон, несмотря на поддержку нескольких сотен десантников из 507-го и 508-го парашютных полков.
82-й дивизии не удалось выполнить ни одну цель по зачистке областей к западу от Мердере и уничтожению мостов через Дув. Тем не менее, один сборный батальон из десантников 508-го полка занял небольшую высоту у Мердере и три дня подряд срывал немецкое наступление на Шеф-дю-Пон, что предопределило общий успех миссии. Два отряда 507-го полка размером с роту каждый оказались за немецким центром сопротивления в Амфревиле и держались, пока к ним не пробились части союзников, 9 июня захватившие дамбу.

## Планёрные миссии в день Д
Перед рассветом союзники провели две высадки с планеров: в рамках операции «Чикаго» (101-я воздушно-десантная дивизия) и «Детройт» (82-я воздушно-десантная дивизия). В каждой высадке участвовали по 52 планера CG-4 Waco, они доставили противотанковую артиллерию и подкрепления для каждой дивизии. Миссии начались в 04:00, когда выброска парашютного десанта шла полным ходом, они продолжались два часа (завершились за два часа до рассвета) вместе с выброской десанта. Миссия «Чикаго» имела безусловный успех, 92 % сил высадились в пределах 3,2 км от цели. Выполнение миссии «Детройт» затруднила облачность (которая сбила с пути парашютистов), только 62 % сил приземлились в пределах 3,2 км от цели. В ходе обеих миссий было доставлено тяжёлое вооружение, которое немедленно было пущено в дело. При выполнении миссий погибли только 8 человек, но одним из них был помощник командира 101-й воздушно-десантной дивизии бригадный генерал Дон Пратт. Пять планеров из группы 82-й парашютной дивизии потерялись в облаках и месяц считались пропавшими без вести.

### Вечерние миссии по доставке подкреплений
Вечером дня D были проведены две дополнительные планёрные операции: миссия «Кекуок» и миссия «Эльмира», благодаря которым на 208 планерах было доставлено подкрепление. Планеры вылетели и приземлились до наступления темноты. Их сопровождал мощный эскорт из P-38, P-47 и P-51.
В 18:30 началась миссия «Кекуок» по доставке подкреплений для 101-й воздушно-десантной дивизии одной группой из 32 планеров и буксиров. Они пролетели над Юта-бич, чтобы уменьшить риск попадания под наземный огонь, и прибыли в 20:53, на семь минут раньше срока, приземлившись в зоне, чётко обозначенной жёлтыми огнями и зелёным дымом. Немецкие войска, находившиеся в окрестностях Тюркевиля и Сен Ком-дю-Мон, в 3,2 км с обеих сторон зоны высадки Е, не стреляли по планерам, пока те не начали снижаться, и хотя планеры понесли некоторые потери, слишком большая дистанция спасла их от большего ущерба. Хотя только пять планеров приземлились в самой зоне высадки (большинство были выпущены раньше), планеры Хорса приземлились без серьёзных повреждений. Два планера приземлились за немецкими линиями. Миссия получила значение как первая американская дневная планёрная операция, но не повлияла существенно на успех 101-й воздушно-десантной дивизии.
Миссия «Эльмира», напротив, имела важное значение для 82-й воздушно-десантной дивизии: было доставлено два батальона полевой артиллерии и 24 гаубицы для поддержки 507-го и 508-го парашютно-десантных полков к западу от Мердере. Доставка проводилась в четыре группы: первая пара групп прибыла через десять минут после миссии «Кекуок», вторая прилетела через два часа на закате. Экипажи первых планеров, не зная о том, что зону высадки перенесли в зону О, попали под плотный огонь немецких войск, оккупировавших часть зоны высадки W. Самолёты C-47 выпустили свои планеры над первоначальной зоной высадки, где большинство планеров высадило свой груз, несмотря на сильные повреждения.
Вторая волна планеров, участвовавших в миссии «Эльмира», прибыла в 22:55, и, поскольку им не была оказана помощь наводчиков, они направились к маяку Эврика в зоне высадки О. Эта волна также попала под плотный наземный огонь, так как пролетала прямо над немецкими позициями. Одну группу планеров выпустили рано, и она приземлилась вблизи от немецких линий, но другая группа приземлилась в зоне высадки О. Утром два батальона почти в полном составе присоединились к 82-й воздушно-десантной дивизии, 8 июня 15 орудий приняли участие в операции.

## Сопутствующие высадки и операции по снабжению

### Высадка 325-го планёрного пехотного полка
Сразу после рассвета 7 июня были проведены две дополнительные планёрные миссии («Галвестон» и «Хакенсак») по доставке 325-го пехотного планёрного полка на помощь 82-й парашютной дивизии. Исходя из результатов миссии «Эльмира», было принято решение направиться над долиной реки Дув, чтобы избежать сильного наземного огня перед наступлением вечера и перенести зону высадки в зону Е, относящейся к 101-й парашютной дивизии. В ходе первой миссии «Галвестон» силами двух групп планеров был доставлен 1-й батальон 325-го полка и оставшаяся часть артиллерии. Сотня самолётов-буксиров и планеров перенесла около тысячи людей, 20 орудий и 40 транспортных средств, планеры были выпущены в 06:55. Первую группу обстреляли из лёгкого стрелкового оружия, но это не привело к серьёзным последствиям. Планеры были выпущены на низкой высоте, что привело к крушениям, сотня человек из 325-го батальона получила ранения (17 разбились насмерть). Вторая группа планеров аккуратно приземлилась в зоне высадки W, было ранено несколько человек.
Планеры, выполнявшие миссию «Хакенсак», которым предстояло доставить остаток 325-го планёрного полка, были выпущены в 08:51. Четыре отряда первой группы, которая несла 2-й батальон целиком и большую часть 2-го батальона 401-го планёрного пехотного полка (так называемый «третий батальон» 325-го планёрного полка), приземлилась на различных полях на каждой стороне зоны высадки W, один отряд прошёл через плотный огонь. 15 человек было убито и 60 ранено как из-за наземного огня, так и по причине крушений, им вызванных. Последняя группа планеров из 50-ти Waco доставила войска обеспечения, 81 мм миномёты и роту 401-го планёрного пехотного полка. Группа была отпущена очень тщательно и достигла зоны высадки W с большой точностью фактически без потерь. В 10:15 собрались все три батальона, о чём и было доложено. 90 % состава 325-го планёрного полка присутствовало, и полк составил резерв дивизии у Шеф-дю-Пон.

### Дополнительные операции снабжения
7 июня были проведены ещё две парашютные выброски грузов в рамках миссий «Фрипорт» (для 82-й парашютной дивизии) и «Мемфис» (для 101-й парашютной дивизии). Все самолёты, осуществлявшие эти операции, пролетели над сектором Юта-бич и, пролетая над немецкими позициями, попали под огонь из лёгкого стрелкового оружия, фактически ни один груз не был доставлен для 101-й парашютной дивизии. 14 из 270 самолётов С-47 были сбиты (для сравнения из 511 буксиров было сбито только семь).
В последующую неделю было проведено шесть миссий по доставке грузов силами 441-й и 436-й групп перевозчиков, с 10 самолётов С-47 были выброшены грузы на парашютах, также грузы доставили 24 планера. Таким образом, в ходе операции «Нептун» 9-е командование перевозки войск провело 2166 самолётовылетов, 533 вылета доставили планеры.

## Наземные бои с участием воздушно-десантных войск
После 24-х часов под контролем штаба 101-й дивизии было только 2500 человек из 6000. Силы 82-й дивизии собрались в Сен-Мер-Эглиз, но большие отряды войск оказались изолированными к западу от Мердере, некоторым пришлось держаться несколько дней. Рассеяние американских войск и местность, перегороженная живыми изгородями, привели в замешательство немецкие войска и снизили эффективность их реакции. Кроме того, часть немецких оборонительных сил потребовалась для защиты от американцев на южном фланге. 4-я пехотная дивизия высадилась на Юта-бич и двинулась вглубь территории, 8-й пехотный полк окружил немецкий батальон на высоте к югу от Сен-Мер-Эглиз, 12-й и 22-й перешли линию к северо-востоку от города. Самую большую тревогу командования воздушно-десантных дивизий вызвало установление связи с широко рассеявшимися войсками к западу от Мердере.
Многие продолжали скитаться и сражаться за линией фронта до пяти дней. Большинство объединились в небольшие группы, возглавляемые офицерами (в том числе батальонными командирами) и унтер-офицерами, многие группы представляли собой сброд из различных частей. Историки ВВС отмечают, что несколько сотен парашютистов, оказавшихся в ходе операции рассеянными без организации вдали от зон высадки, несмотря на их доблесть и стойкое сопротивление, были «быстро уничтожены» небольшими, но сплочёнными немецкими частями. В областях, где высадились парашютисты 507-го и 508-го парашютных полков, эти изолированные группировки немцев, сражавшиеся за собственное выживание, сыграли важную роль для поддержания организованного немецкого сопротивления.
6 июня 6-й немецкий парашютный полк (FJR6) под командой оберста Фридриха-Августа фон Хейдте двумя батальонами пошёл в наступление (1-й на Сен-Мари-дю-Мон, 2-й на Сен-Мер-Эглиз), но встретил превосходящие силы двух американских дивизий и отступил. 1-й батальон попытался пробиться через американские силы (в половину численности полка) вдоль реки Дув, но был отрезан и капитулировал до последнего человека. Недалеко два неполных батальона 506-го парашютного полка при поддержке нескольких танков попытались захватить Сен-Мари-дю-Мон, но были остановлены у Анговилль-о-Плен. В это утро в области 82-й парашютной дивизии рота, усиленная танками М4 Шерман, прибывшими из 4-й дивизии, отразила контратаку на Сен-Мер-Эглиз 1058-го гренадерского полка при поддержке танков и бронированной техники. Германская пехота и бронетехника подверглись скоординированной атаке 2-го батальона 505-го парашютного полка и 2-го батальона 8-го пехотного полка.

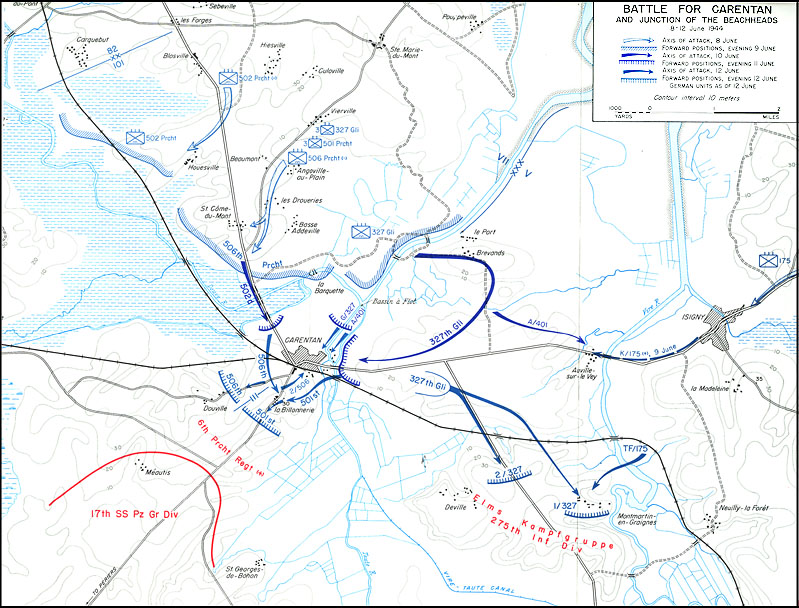
Битва за Карентан, 8-12 июня 1944

8 июня части 101-й воздушно-десантной дивизии провели манёвр, чтобы обойти Сен-Мер-Эглиз. Они отбросили назад 6-й немецкий парашютный полк и 9 июня связали свои линии. Командование 7-го корпуса отдало приказ дивизии захватить Карентан. 10 июня 502-й парашютный полк вступил в тяжёлый бой у дамбы. На следующий день полк при поддержке 327-го планёрного полка атаковал город с восточного направления. На помощь обессилевшему 502-му полку пришёл 506-й парашютный полк и 12 июня атаковал Карентан, разбив немецкий арьергард, оставленный немцами в ходе отступления.
13 июня 37-й мотострелковый полк 17-й танково-мотострелковой дивизии СС при поддержке 3-го батальона 6-й немецкого парашютного полка и штурмовых орудий, танков атаковал силы 101-й американской парашютной дивизии к юго-западу от Карентана. В ходе битвы, продолжавшейся всё утро, немцы прорвали американские линии. В то же время боевая команда А 2-й бронетанковой дивизии была послана вперёд, чтобы отразить эту атаку. Затем 15 июня 101-я дивизия была придана только что прибывшему 8-му американскому корпусу для оборонительных задач, а потом отправлена в Англию для отдыха.
82-я парашютная дивизия вплоть до 9 июня не могла установить контроль над мостом через реку Мердере. 325-й парашютный полк этой дивизии при поддержке нескольких танков переправился под огнём, чтобы установить связь с отрезанными частями 507-го парашютного полка, затем развернулся в линию от запада Мердере до Шеф-дю-Пон. 10 июня 505-й парашютный полк, осуществляя поддержку наступления 4-й дивизии, захватил станцию Монтебург к северо-западу от Сен-Мер-Эглиз. 12 июня 508-й парашютный полк с боями переправился через реку Дув у Везевилль-ля-Бастиль и на следующий день взял Бопт. 14 июня части 101-й парашютной дивизии установили связь с 508-м парашютным полком у Бопта.
325-й планёрный полк и 505-й парашютный полк прошли через порядки 90-й дивизии, захватившей Понт л’Аббе (первоначальную цель 82-й парашютной дивизии) и повернули на запад к левому флангу 8-го корпуса, чтобы захватить Сен-Совёр-ля Виконт 16 июня. 19 июня дивизия была придана 8-му корпусу, 507-й парашютный полк захватил плацдарм через реку Дув к югу от Понт л’Аббе. 82-я дивизия продолжила наступать на ля Э-дю-Пуи и в дождливый ветреный день 3 июля пошла в свою последнюю атаку на высоту 122 (Мон-Кастр). На следующий день подошла 90-я дивизия, стеснив порядки 82-й, и 82-я дивизия отошла в резерв, готовясь вернуться в Англию.

## Потери
В ходе двухдневной операции были разрушены 44 самолёта С-47, во многих случаях их экипажам посчастливилось выжить и соединиться с силами союзников. Из них 21 самолёт был потерян в ходе выброски парашютистов, 7 в ходе буксирования планеров, 14 в ходе проведения дополнительных миссий по переброске подкреплений. Из 517 планеров 22 были системы Airspeed Horsa, большинство из них были разрушены при посадке или от немецкого огня уже после приземления. Хотя большинство из 295 планеров системы Waco были годны для последующего использования после ремонта, ситуация на пляжах не позволила использовать авиаперевозчики войск, и 97 % всех планеров, принявших участие в операции, были брошены на поле боя.
В августе 1944-го были подведены итоги потерь: 101-я парашютная дивизия потеряла 1240 человек (182 убитых, 557 раненых и 501 пропавших без вести), 82-я парашютная дивизия потеряла 1259 человек (156 убитых, 347 раненых и 756 пропавших без вести).
К 30-му июня потери 7-го корпуса составили 4670 человек для 101-й парашютной дивизии (546 убитых, 2217 раненых и 1907 пропавших без вести) и 4480 человек для 82-й парашютной дивизии (457 убитых, 1440 раненых и 2583 пропавших без вести).
Германские потери в ходе кампании достигли приблизительно 21 300. 6-й парашютный полк доложил примерно о 3000 потерях в конце июля. Потери дивизий, в том числе в боях против всего 7-го корпуса (не только в боях с десантниками), и доклады о потерях перечислены ниже:
- 91-я Luftlande Div: 2212 (12 июня), 5000 (23 июля);
- 243-я пехотная дивизия: 8189 (11 июня);
- 709-я пехотная дивизия: 4000 (16 июня);
- 17-я дивизия SS-Panzergrenadier: 1096 (30 июня).

## Споры о виновности группы перевозки войск
Историк армии Сэмюэль А. Маршалл в своей книге Night Drop: The American Airborne Invasion of Normandy (1962) делает вывод, что некачественная выброска произошла по вине неверных действий пилотов транспортных самолётов. Тем не менее, историк не беседовал ни с одним членом экипажа и не признал, что британская воздушно-десантная операция, проведённая той же ночью, удалась, несмотря на такое же широкое рассеяние. Маршалл собрал свои данные из опросов десантников по их возвращению в Англию в июле 1944 года и включил их в свою книгу. Эти опросы также стали основой послевоенных работ американских историков.
Генерал Омар Брэдли винил в провалах десантной операции «боязливость и неопытность пилотов», так же как и погодные условия. В воспоминаниях бывших десантников 101-й дивизии, особенно Дональда Бурдже (Currahee) и Лоуренса Критчелла (Four Stars of Hell), основанных на их собственном опыте, содержится резкая критика пилотов, обвинения в трусости и некомпетентности (хотя Бурджетт при этом называет воздушный корпус лучшим в мире). Позднее Джон Киган (Six Armies in Normandy) и Клей Блэр (Ridgway’s Paratroopers: The American Airborne in World War II) ещё более усиливают критику, заявляя, что пилоты воздушного корпуса были хуже всех подготовлены в ВВС армии и были изгоями. Дальнейшая критика содержится в работах Макса Гастингса (Overlord: D-Day and the Battle for Normandy) и Джеймса Хастона (Out of the Blue: U.S. Army Airborne Operations in World War II). В 2003 влиятельный историк, отставной генерал-лейтенант Е. М. Флэнаган, повторяет эти и другие утверждения и возлагает всю вину за провалы в ходе операции на пилотов.
Подобная критика в основном базируется на показаниях десантников из 101-й дивизии. Ветераны 82-й парашютной дивизии гораздо реже выступали с критикой, а командиры дивизии Риджвей и Гэвин официально похвалили группы перевозчиков войск. Подполковник Бенджамин Вандервут и даже известный ветеран 101-й дивизии капитан Фрэнк Лилиман, командир группы наводчиков десанта, заявили в своей благодарности:

 Успехом высадки парашютных полков мы обязаны добросовестной и эффективной работе по доставке проведённой вашими пилотами и экипажами. Я осведомлён (как и все мы) что ваше крыло понесло потери при выполнении наших миссий и что над территорией западной части полуострова были очень плохие погодные условия ввиду густого тумана. Тем не менее, всё было сделано для точной и аккуратной высадки в соответствии с планом. В большинстве случаев высадка прошла успешно.
Оригинальный текст (англ.)The accomplishments of the parachute regiments are due to the conscientious and efficient tasks of delivery performed by your pilots and crews. I am aware, as we all are, that your wing suffered losses in carrying out its missions and that a very bad fog condition was encountered inside the west coast of the peninsula Yet despite this every effort was made for an exact and precise delivery as planned. In most cases this was successful. 
— 
Пилоты из группы доставки войск в своих воспоминаниях признают многие ошибки, допущенные в ходе выброски десантников, но отрицают критику боевого духа экипажей, ссылаясь на множество причин, начиная с ошибок, допущенных при планировании операции. Некоторые, как Мартин Вольф, цитируют радиста из 436-й группы доставки войск, возлагавшего вину за некоторые неудачные выброски на десантников, которые пытались выбросить своё оборудование из самолётов, в то время как их самолёт уже отлетел на несколько миль от зоны высадки. Другие неудачные прыжки были проведены слишком рано до подлёта к зонам выброски. Персонал групп доставки войск также указывает, что не только они испытывали страх, впервые оказавшись в бою. Уоррен докладывает, что, согласно официальным записям, 9 десантников отказались прыгать, и по меньшей мере 35 раненых парашютистов вернулись в Англию на борту самолётов С-47. Генерал Гэвин докладывал, что многие десантники испытывали замешательство после приземления, они толпились в канавах и за живыми изгородями, пока ветераны не побудили их к действиям. Вольф отмечает, что, хотя его группа неудачно выбросила некоторые части в ходе ночной выброски, вторая часть операции (дневная высадка в день Д) была выполнена его группой безупречно, несмотря на плотный огонь поднятых по тревоге гитлеровцев.
Несмотря на эти заявления, спор не привлёк широкого внимания, пока эти уточнения не дошли до сведения публики после выхода в свет коммерческого мини-сериала Стефана Эмброуза «Братья по оружию», снятого по одноимённой художественно-документальной книге Стивена Амброуза, где звучат подобные обвинения. В 1995 после публикации D-Day June 6, 1944: The Climactic Battle of World War II историки группы доставки войск, в число которых входили ветераны Лью Джонтон (314-я группа перевозки войск), Майкл Ингрисано-младший (316-я группа перевозки войск) и бывший стратег планеров корпуса морской пехоты Рэндольф Хиллс, попытались вступить в открытый диалог с Амброузом, чтобы он подкорректировал свои ошибочные, на их взгляд, утверждения, которые они нашли в книге D-Day и которые встречались в ещё более популярной и известной книге Band of Brothers. Историки были разочарованы невыполнением обещаний исправить ошибки, особенно обвинения пилотов в трусости и некомпетентности, что привело к детальным публичным репликам, в то время как эти обвинения продолжали повторяться в широком масштабе, в частности в передаче канала History Channel от 8 апреля 2001 года. В 2004 году в программе MHQ: The Quarterly of Military History это мнение снова было озвучено в обвинениях пилотов, бывших изгоями Воздушного корпуса, в недостатке ночных тренировок и трусости пилотов со ссылкой на Эмброуза как на источник.